# Młodziejowice (województwo opolskie)
Młodziejowice (nazwa oboczna Karolina, niem. Karolinenhof) – osada w Polsce położona w województwie opolskim, w powiecie prudnickim, w gminie Głogówek. Historycznie leży na Górnym Śląsku, na ziemi prudnickiej.
W latach 1975–1998 miejscowość administracyjnie należała do ówczesnego województwa opolskiego. Nazywana też Karolina.

## Historia

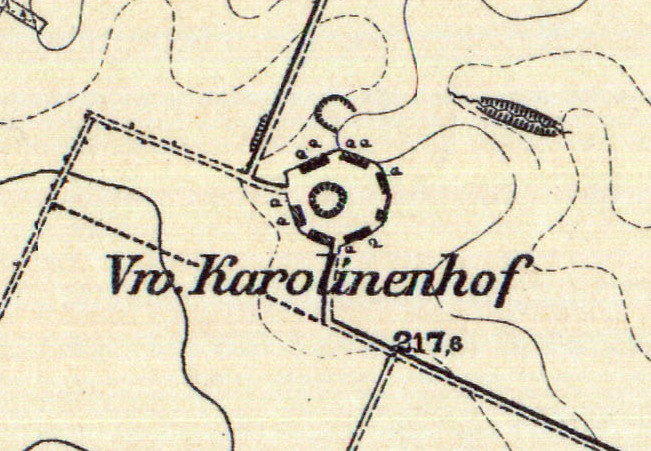
Młodziejowice na mapie z 1913

Folwark Młodziejowice (niem. Vorwerk Karolinenhof) był własnością rodziny Oppersdorffów. Powstał w odległości około 2 km od zabudowań najbliższych wsi – Wróblina i Biedrzychowic. Zamieszkało w nim kilka rodzin. Budynki zespołu folwarcznego rozmieszczone zostały na planie koła.
W 1921 w zasięgu plebiscytu na Górnym Śląsku znalazła się tylko część powiatu prudnickiego. Młodziejowice znalazły się po stronie wschodniej, w obszarze objętym plebiscytem. W lipcu 1922 doszło do pożaru w folwarku. Doszczętnie spłonęły dwie stajnie dla koni i bydła.
W spisie gromad i miejscowości w powiecie prudnickim na dzień 1 stycznia 1953 wymieniono Młodziejowice jako przysiółek Wróblina pod nazwą Karolina. Według podziału administracyjnego województwa opolskiego na dzień 31 sierpnia 1964, Młodziejowice, jako przysiółek Wróblina, należały do gromady Biedrzychowice. W 1966 w przysiółku mieszkały 23 osoby. W opracowanej w 1971 przez Powiatowy Inspektorat Statystyczny w Prudniku Statystycznej charakterystyce miejscowości w gromadach powiatu prudnickiego, miejscowość została wymieniona pod nazwami Młodziejowice i Karolina.